# サリー・ビーミッシュ
サリー・ビーミッシュ（Sally Beamish、1956年8月26日 - ）は、イギリス・イングランド・ロンドン出身の作曲家、ヴィオラ奏者。
ビーミッシュは王立ノーザン音楽大学でアンソニー・ギルバートとレノックス・バークリーにヴィオラを学び、後にドイツでイタリアのヴィオラ奏者ブルーノ・ジュランナに学んだ。
ラファエロ・アンサンブルのヴィオラ奏者として弦楽六重奏のディスクを6枚録音している。しかし、ロンドンからスコットランドに移った後、ビーミッシュの関心は作曲に移った。彼女は膨大な数のオーケストラのための曲を書いており、それは2つの交響曲、ヴァイオリン、ヴィオラ、チェロ、オーボエ、サクソフォーン、トランペット、打楽器、フルート、アコーディオンのための協奏曲を含んでいる。また、室内楽と器楽曲、映画音楽、劇音楽、アマチュアのための音楽も作曲している。
1993年9月、ビーミッシュは作曲での顕著な功績によりポール・ハムリン基金の賞を受賞した。1994年と1995年には、サー・ピーター・マクスウェル・デイヴィスと共にスコットランド室内管弦楽団（SCO）の作曲家コースのホストとなった。
1998年から2002年にかけて、ビーミッシュはスウェーデン室内管弦楽団とSCOのレジデンス作曲家を務め、4曲の主要な作品を書いた。
ビーミッシュは、2001年のBBCプロムスのために作曲しれ、BBC交響楽団および合唱団とサー・アンドルー・デイヴィスによって初演されたオラトリオ“The Knotgrass Elegy”によって、スコットランド・アート・カウンシルよりクリエイティブ・スコットランド賞を受賞した。
ビーミッシュの作品のCDはBISレーベルでシリーズ化されている。
ビーミッシュは現在スコットランドに住み、3人の子供がいる。